# Satyrus analoga
Satyrus analoga är en fjärilsart som beskrevs av Alphéraky 1881. Satyrus analoga ingår i släktet Satyrus och familjen praktfjärilar. Inga underarter finns listade.